# 大長村 (三重県)
大長村（おおながむら）は三重県員弁郡にあった村。現在の東員町大字長深・南大社にあたる。

## 地理
- 河川：員弁川、三孤子川、養父川

## 歴史
- 1889年（明治22年）4月1日 - 町村制の施行により、長深村・南大社村の区域をもって発足。
- 1954年（昭和29年）11月3日 - 稲部村・神田村と合併して東員村が発足。同日大長村廃止。

## 交通

### 鉄道路線
- 三岐鉄道
  - 三岐線
    - 大長駅（現・北勢中央公園口駅。現在は移転のため旧村域には所在しない）